# Eugen d'Albert
Eugène Francis Charles d'Albert, prescurtat Eugen d'Albert, (n. 10 aprilie 1864, Glasgow, Regatul Unit al Marii Britanii și Irlandei – d. 3 martie 1932, Riga, Letonia) a fost un compozitor și pianist din Germania.